# Carol Burnett

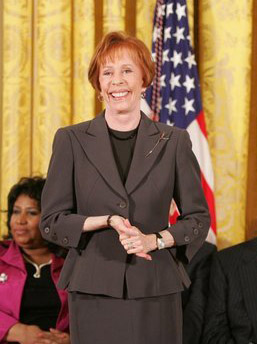
Carol Burnett, 2005

Carol Creighton Burnett (* 26. April 1933 in San Antonio, Texas) ist eine US-amerikanische Schauspielerin, Komikerin und Autorin. Berühmt wurde sie unter anderem durch ihre in den USA sehr erfolgreiche Comedyshow The Carol Burnett Show (1967–1978). Sie ist mehrfache Emmy- und Golden-Globe-Preisträgerin.

## Leben und Leistungen
Carol Burnett studierte an der School of Theater, Film and Television der University of California, Los Angeles ohne einen regulären Abschluss. Anfang der 1950er Jahre debütierte sie in der Fernsehshow The Paul Winchell and Jerry Mahoney Show. Von 1956 bis 1957 spielte sie in der Fernsehserie Stanley die Rolle der Celia. Von 1959 bis 1962 trat Burnett in der Garry Moore Show auf und gewann ihren ersten Emmy Award als beste Darstellerin in einer Varieté--Sendung. In der Filmkomödie Wer hat in meinem Bett geschlafen? spielte Burnett 1963 an der Seite von Dean Martin und Elizabeth Montgomery. Von 1967 bis 1978 moderierte sie The Carol Burnett Show. Zuvor zeigte sie neben Hauptdarstellerin Lucille Ball in Hoppla Lucy! in vier Episoden ihr komödiantisches Talent einem Millionenpublikum.

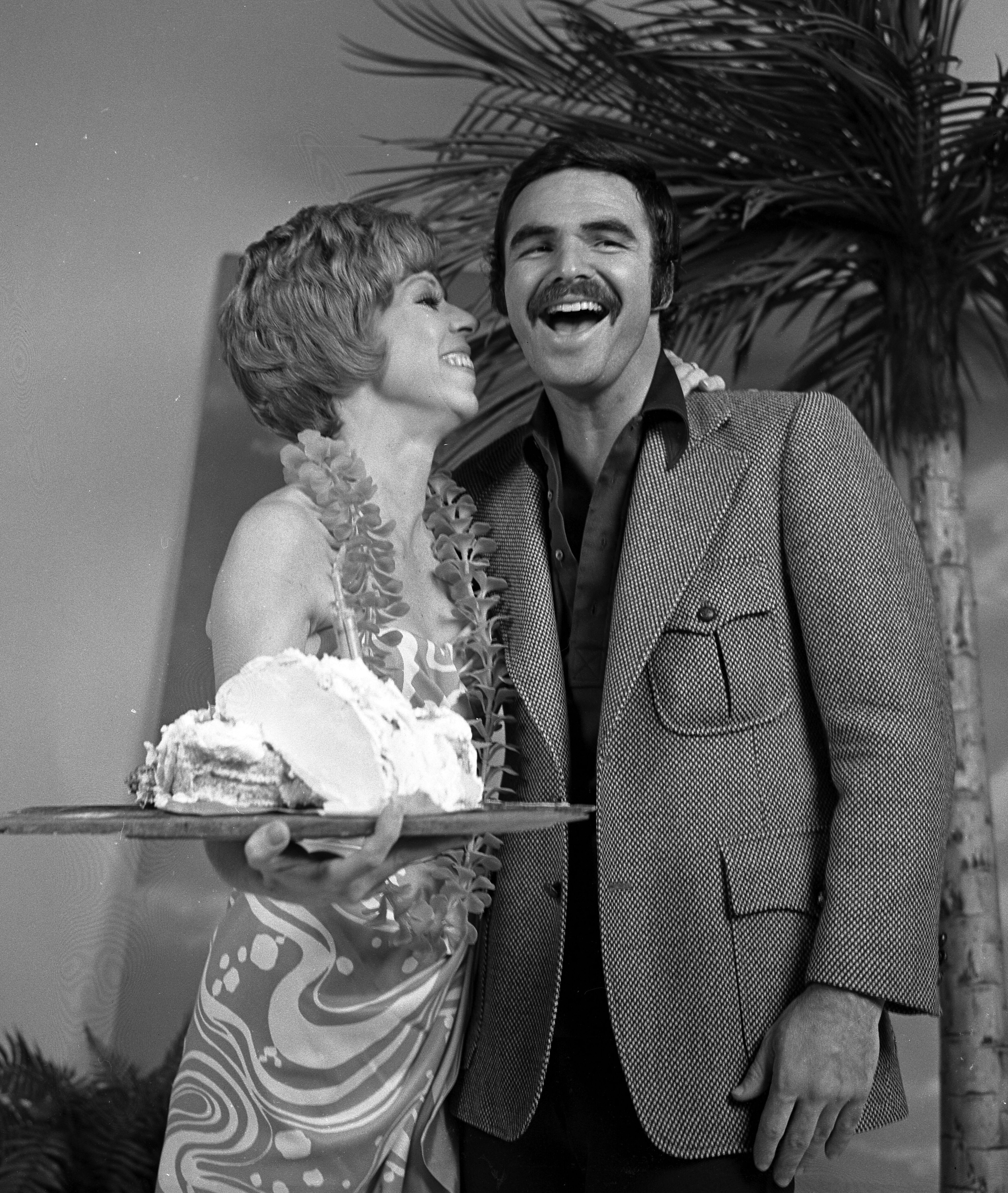
Burnett mit Burt Reynolds (1972)

In dem Fernsehdrama Fürs Vaterland zu sterben spielte Burnett 1979 neben Ned Beatty eine der Hauptrollen. 1981 war sie neben Alan Alda in der Hitkomödie Vier Jahreszeiten zu sehen. Der Film gehörte in jenem Jahr zu den zehn erfolgreichsten Produktionen im US-Kino. Burnett erhielt für ihre Darstellung eine Golden-Globe-Nominierung. Eine weitere erhielt sie ein Jahr später für ihre von der New York Times hochgelobten Darstellung der Alkoholikerin Beatrice O’Reilly, der Gründerin des ersten alkoholischen Genesungszentrums für Frauen in Los Angeles, im Fernsehfilm Life of the Party: The Story of Beatrice. Im Fernsehdrama Freundinnen fürs Leben spielte sie 1983 neben Elizabeth Taylor eine der beiden Hauptrollen. Von 1996 bis 1999 trat sie in der Fernsehserie Verrückt nach dir auf. 1998 spielte sie neben Walter Matthau die weibliche Hauptrolle in der Fernsehkomödie Papas zweiter Frühling.

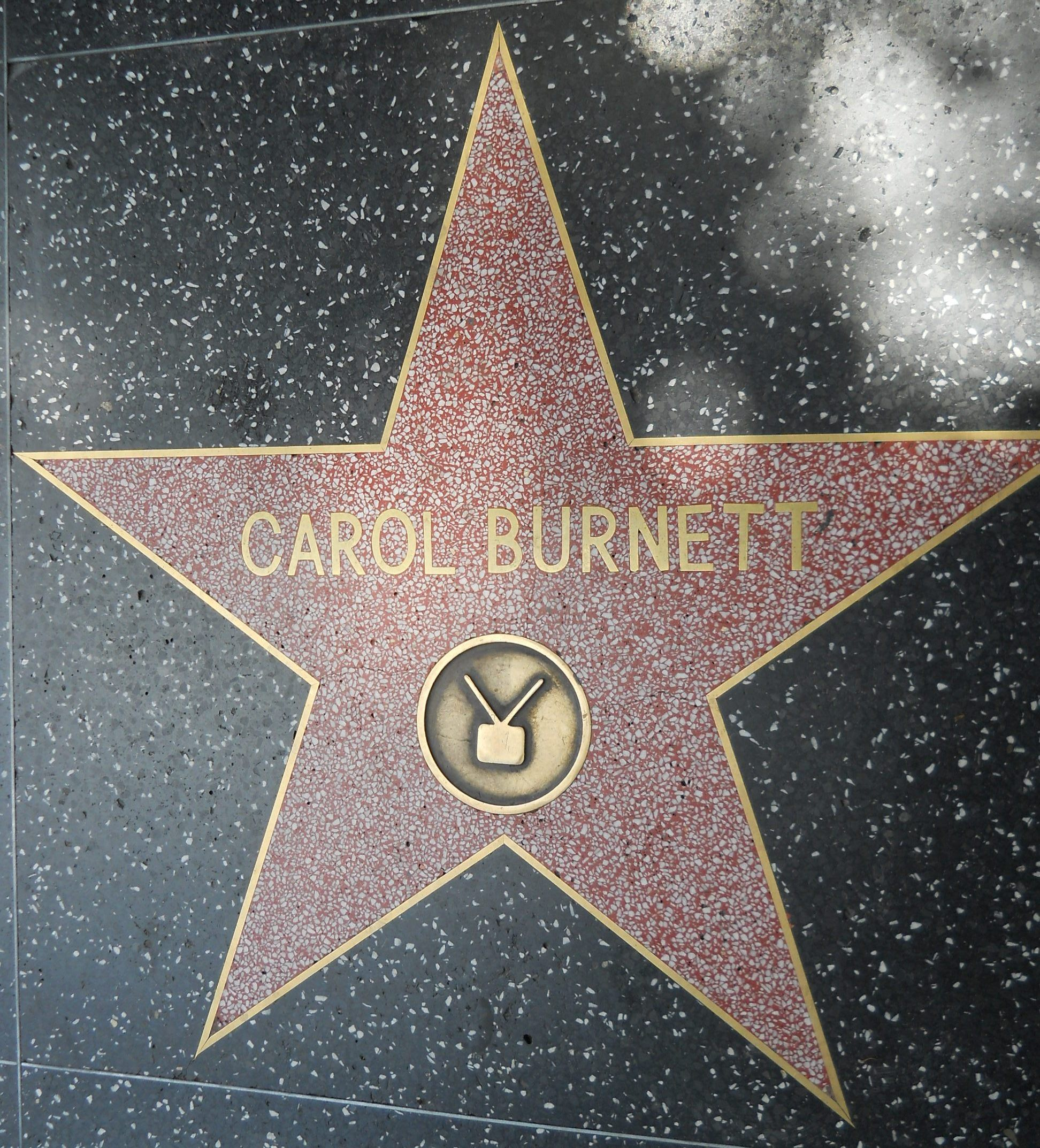
Carol Burnetts Stern auf dem Hollywood Walk of Fame

## Privates
Burnett heiratete im Jahr 1955 den Schauspieler Don Saroyan, die Ehe wurde 1962 geschieden, wobei sie durch den Rechtsanwalt Harry E. Claiborne vertreten wurde. Im Jahr 1963 heiratete sie den Produzenten Joe Hamilton, der unter anderem The Carol Burnett Show produzierte. Mit ihm hat sie drei Kinder; die Ehe wurde 1984 geschieden. Im Jahr 2001 heiratete sie den Komponisten Brian Miller.
Burnetts älteste Tochter, Carrie Hamilton, starb am 20. Januar 2002 an den Folgen einer Lungenkrebserkrankung und eines Hirntumors. Sie wurde 38 Jahre alt. Burnett hatte sich in Carries Jugend, nachdem diese als Teenager drogensüchtig geworden war, öffentlich vermehrt zu der Suchtproblematik Jugendlicher geäußert. Sie prägte dabei den Satz: „Man muss seine Kinder genug lieben, um zu ertragen, dass sie einen vorübergehend hassen.“
Carol Burnett ist die Patentante der Schauspielerin Emma Walton, der Tochter ihrer Freundin Julie Andrews.

## Ehrungen und Auszeichnungen
- 1968, 1970, 1972, 1977 und 1978 Gewinnerin eines Golden Globe Award für The Carol Burnett Show
- 1971, 1973, 1974, 1975, 1976 und 1979 Nominierungen für einen Golden Globe Award für The Carol Burnett Show
- 1972 und 1974 Gewinnerin eines Emmy Award für The Carol Burnett Show
- 1969, 1970, 1971, 1973, 1976, 1977 und 1978 Nominierungen für einen Emmy Award für The Carol Burnett Show
- 1979 Nominierung für einen Emmy Award für ihre Rolle in Fürs Vaterland zu sterben
- 1982 Nominierung für einen Golden Globe für ihre Hauptrolle in der Komödie Vier Jahreszeiten
- 1984 Gewinnerin eines CableACE Award für ihre Hauptrolle in dem Fernsehdrama Freundinnen fürs Leben
- 1997 und 1998 Gewinnerin eines American Comedy Award für ihre Auftritte in der Fernsehserie Verrückt nach dir
- 1999 Gewinnerin eines American Comedy Award für ihre Hauptrolle in der Fernsehkomödie Papas zweiter Frühling
- 2005 überreichte US-Präsident George W. Bush Burnett die Freiheitsmedaille („The Presidential Medal of Freedom“), die höchste zivile Auszeichnung in den USA.
- 2009 erhielt sie ihre 23. Emmy-Nominierung für ihren Gastauftritt in der Episode: Persona der Fernsehserie Law & Order: New York.
- Burnett erhielt außerdem einen Stern auf dem Hollywood Walk of Fame.
- 2013: Mark-Twain-Preis für ihr humoristisches Werk.[5]
- 2015: Screen Actors Guild Life Achievement Award
- 2017: Mitglied der American Academy of Arts and Sciences
- 2019: Erste Preisträgerin des nach ihr benannten Carol Burnett Awards, verliehen durch die Hollywood Foreign Press Association

## Filmografie (Auswahl)
- 1956–1957: Stanley (Fernsehserie, 14 Folgen)
- 1963: Wer hat in meinem Bett geschlafen? (Who’s Been Sleeping in My Bed?)
- 1967–1978: The Carol Burnett Show (Fernsehshow)
- 1972: Peter und Tillie (Pete 'N' Tillie)
- 1974: Extrablatt (The Front Page)
- 1978: Eine Hochzeit (A Wedding)
- 1979: Fürs Vaterland zu sterben (Friendly Fire)
- 1981: Vier Jahreszeiten (The Four Seasons)
- 1982: Annie
- 1979: Fürs Vaterland zu sterben (Friendly Fire)
- 1983: Freundinnen fürs Leben (Between Friends)
- 1986: Fresno (Miniserie)
- 1988: Magnum – Ein Mädchen namens Sue
- 1992: Noises Off! – Der nackte Wahnsinn (Noises Off...)
- 1996–1999: Verrückt nach dir (Mad About You, Fernsehserie)
- 1998: Papas zweiter Frühling (The Marriage Fool)
- 2006: Desperate Housewives (Fernsehserie)
- 2008: Horton hört ein Hu! (Horton hears a Who!, Stimme des Kängurus)
- 2009: (Traum)Job gesucht (Post Grad)
- 2010: Glee (Fernsehserie, Folge 2x08)
- 2013–2014, 2016: Hawaii Five-0 (Fernsehserie, 3 Folgen)
- 2013–2015: Hot in Cleveland (Fernsehserie, 2 Folgen)
- seit 2018: A Little Help with Carol Burnett (bisher 12 Folgen)
- 2020: All Together Now
- 2022: Better Call Saul (Fernsehserie, 4 Folgen)
- 2024: Palm Royale (Fernsehserie)